# Milford (Wisconsin)
Milford – miasto w Stanach Zjednoczonych, w stanie Wisconsin, w hrabstwie Jefferson.